# Проектил (куршум) на Герлих
Проектил на Херман Герлих (Hermann Gerlich) е куршум за нарезни конични цеви, прототип на високоскоростни куршуми и артилерийски снаряди за конични цеви.

## История
През 1930 г. германският оръжейник Херман Герлих (Hermann Gerlich), инженер на оръжейната фабрика „Халгер“ в Кил, заявява, че може да ускори 7 mm калибър проектил/куршум до скорост от 1400 m/s и може да получи над 1650 m/s.
На тестове във Ванзее пушка Герлих с калибър 7 mm, в присъствието на официална комисия, достига с куршум Gerhlich 6,5 g скорост от 1475 m/s. На следващ тест пушката дава скорост от 1600 m/s, и с леко увеличение на заряда дори дава скорост от 1700 m/s, абсолютно фантастично по това време.
Съмненията на скептиците са опровергани, самият Герлих смята, че е възможно да достигне скорост 2000 m/s.
При скорости 1450 – 1470 m/s, куршумът на пушка „Герлих“ с тегло 6,5 g, с ефективен диаметър само 6,35 mm от олово на разстояние 50 m проломява поради високата кинетична енергия (не просто пробива поради по висока твърдост на сердечник например) дупка с диаметър 15 mm в стоманен лист 12 mm. Обичайният куршум на пушка с калибър 7,92 mm Mauser оставя само вдлъбнатина от 2 – 3 mm.
През 1932 – 1933 г. в Ебърдийн в САЩ са тествани пушка „Герлих-Грей“ с дължина на цевта 660 mm.
Куршумът има остър връх, плоско дъно и два пояса. Диаметърът на куршума е 6,35 mm, на поясите 8,89 mm. Масата на куршума е 6,35 g. Началната скорост на куршума е 1740 – 1760 m/s. Дулната енергия е 9840 J. Този своеобразен рекорд не е достигнат и до днес в калибър 6,35 mm.
Всъщност прототипът на куршума на Герлих е куршум на Пуф.
В 1903 – 1907 г., немския инженер Карл Пуф, търсейки увеличение на скоростта, първи конструира проектил с полички/пояси за нарезно огнестрелно оръжия с неголяма конусност на цевта.
Пушките на Герлих с куршуми от неговия дизайн, освен огромните енергии, имат голямо предимство в точността на огъня. Куршумите с такава енергия и такива скорости са много малко засегнати от външни влияния, влияещи върху балистиката на куршумите с конвенционални скорости като вятър, влажност и температура на въздуха. На разстояние от 100 m серия от пет изстрела от куршум на Герлих с тегло 6,6 g влиза в кръг с диаметър 1,7 cm на 1000 m, когато се стреля с куршуми с тегло 11,7 g в кръг с диаметър 26,5 cm (по-малко от ъглова минута). Дори и днес тези цифри са много добри: за SVD вероятното (средно) отклонение на това разстояние е 56 cm.
В началото на 1930-те години Герлих работи известно време във Великобритания. Има предложения, че дизайнът на адаптерите „Литълджон“ (Адаптери за превръщане конвенционални в конични цеви) за артилерийски оръдия (Ordnance QF 2-pounder) са проектирани с консултацията на Герлих.
През 1934 г. инженер Герлих загива в охраняем влак, когато се връща от Европа в САЩ. Има предположения, че специалните служби на Хитлерова Германия го елиминират, защото в навечерието на Втората световна война специалист от това ниво, работещ за САЩ, е опасен за Германия.